# Студентка (фільм)
«Студентка» («L'Étudiante») — французька романтична кінокомедія 1988 року, знята режисером Клодом Піното, з Софі Марсо у головній ролі.

## Сюжет
За три місяці до іспитів амбітна студентка Валентін вирішує повністю сконцентруватися на навчанні. Одного разу джазовий музикант Нед запрошує її на побачення, і вона погоджується, сподіваючись, що це буде просто розвага на одну ніч. Але коли вона пізнає його краще, то розуміє, що він не настільки наївний, яким здається, і закохується. Стикаються два світи: перспективної студентки та відчайдушного майбутнього композитора, проте в кожному з них підсвідомо живе їхня ж протилежність. Нерозуміння, різні пріоритети та цілі, страх і невміння слухати одне одного змушують наших героїв розлучитися. Біль, який негайно з'являється слідом за цим, досягає такої сили і глибини, що через нього не хочеться далі жити.
Одним із найсильніших моментів фільму, безперечно, є фінальна сцена, в якій героїня Марсо виступає з дисертацією перед екзаменаторами Сорбонни. У ній поєднуються блиск і глибина людської думки з переконливістю вираження людської душі. Із запалом і чуттєвістю студентка доводить, що Любов була, є і буде.

## У ролях
- Софі Марсо — Валентін Ескерра
- Венсан Лендон — Нед
- Елізабет Віталі — Селін
- Жан-Клод Легуа — Шарлі
- Елена Помпеї — Патриція
- Роберто Еттіес — Філіпп
- Брижит Шамаранд — Клер
- Крістіан Перейра — Серж
- Беппе Керичі — епізод
- Наталі Манн — Александра
- Анна Масіна — Лора
- Жанін Сушон — епізод
- Юг Лефорестьє — епізод
- Жаклін Ноель — епізод
- Марк-Андре Брюне — епізод
- Ізабель Кобер — епізод
- Мед Салах Шурфі — епізод
- Ерік Деніз — епізод
- Жиль Гастон-Дрейфус — епізод
- Іза Тран — епізод
- Андре Шазель — епізод
- Бенуа Гурле — епізод
- Франсіс Терзьян — епізод
- Марі-Крістін Барро — епізод
- Елі Шуракі — кінорежисер
- Владимир Косма — епізод
- Франсуа Озон — епізод

## Знімальна група
- Режисер — Клод Піното
- Сценаристи — Клод Піното, Даніель Томпсон
- Оператор — Ів Родаллек
- Композитор — Владимир Косма
- Художник — Жак Дюжьєд
- Продюсер — Ален Пуаре